# Меликсетян, Гурген Акопович
Гурге́н Ако́пович Меликсетя́н (1 июня 1986, Армавир, Краснодарский край, РСФСР, СССР) — армянский футболист.

## Карьера

### Клубная
Воспитанник школы московского «Локомотива», выступал за его молодёжный состав в 2004 году в рамках молодёжного первенства России, провёл три игры. В 2005 году перешёл в московский клуб «Ника», в котором выступал в рамках первенства Второго дивизиона. В 2007 году перешёл в усиливавшийся тогда армянский клуб «Гандзасар» из Капана, в рамках чемпионата Армении сыграл 11 матчей. После 2007 года его следы теряются, и на официальных сайтах клубов из чемпионата Армении об игре не упоминается.

### В сборной
Приглашался в сборную Армении до 19 лет для подготовки к играм чемпионата Европы 2005 года. Дебютировал в юношеской сборной на том чемпионате 27 мая 2005 в матче против Италии. Приглашался в молодёжную сборную Армении, за которую провёл три игры.

## Отсрочка от армии
27 января 2011 по решению правительства Армении трём игрокам национальной сборной — а именно Гургену Меликсетяну, Артуру Степаняну и Сергею Оганесяну — была предоставлена отсрочка от армии. Позднее выяснилось, что об этих людях не упоминается на сайте Федерации футбола Армении ни в одном разделе: парадокс заключался в том, что эти люди не вызывались в сборную вообще и о них не было никаких сведений. Несмотря на разъяснения Исполнителя обязанностей ответственного по связям с общественностью Тиграна Исраэляна о том, кем являются эти люди, найти футболистов не удалось.